# Divisor & Consciente
Divisor & Consciente foi uma dupla de música sertaneja formada pelos irmãos, Bráulio Vieira de Souza (Sergipe, 1951) e João Batista Vieira de Souza (Sergipe), respectivamente. A dupla foi fundada em 1979 e chamava bastante atenção e curiosidade pelo nome da mesma. A dupla acabou em 1989 com a morte do Consciente, devido à Hepatite C. Durante a carreira da dupla foram gravados dois discos: Chuchu Da Minha Marmita em 1983 e Amor de Corôa em 1986. O Divisor "Bráulio" faz sucesso hoje como "Bráulio Chupa Cabra", devido à música "Forró do Chupa Cabra" no qual ficou conhecido na carreira solo .

## Discografia

### 1986:Amor de Corôa
1. Amor De Corôa - (Noel Fernandes/Alencar Dos Santos)
2. Anun No Fio - (Romero/Divisor)
3. Eita Trem Gostoso - (Noel Fernandes/Serafim Costa Almeida)
4. Franqueza - (Bambuzinho/Rivail/Batista)
5. Quilômetro 109 - (Noel Fernandes/Sebastião Victor)
6. Chuchu Da Minha Marmita - (Romero)
7. Aprontando Regaço - (Alvair/Zezito)
8. Torrão Mineiro - (Noel Fernandes/Divisor)
9. Vou Gastar O Castelo - (Noel Fernandes/Consciente)
10. Eixo Velho - (Noel Fernandes)
11. Dose Para Leão - (Consciente/Idelcio/Cirilio)
12. Fogo Queimando Fogo - (Divisor/Consciente/José Luiz)

### 1983:Chuchu Da Minha Marmita
1. Chuchu Da Minha Marmita - (Romero)
2. Tchau Maria Helena - (Maurico)
3. Bate Forte Coração - (Waldemar Da Silva)
4. Relógio Velho De Parede - (Noel Fernandes/Batista)
5. Deixe De Fofoca - (S. Pereira/J. Luiz/Orlando S. Silva)
6. Estudante - (Nadir Berti/Lazino/Amaril)
7. Companheiros Da Noite - (Noel Fernandes/Ponteli)
8. O Sereno Cai - (Romero/Divisor)
9. Engenho - (Noel Fernandes)
10. Homenagem A Mato Grosso - (Consciente/Divisor)
11. Acorda Maria Bonita - (Volta Seca)
12. Amor Perfeito - (Vicente Dias/Praião II)